# أكاديمية هيرمان برود
أكادمية هيرمان برود (بالإنجليزية: Herman Brood Academie)‏ هو معهد مهني  يقع في أوترخت. تعتبر المدرسة أحد أهم المدارس التي تهتم بالجوانب الفنية لإنتاج الموسيقى. تأسست المدرسة في عام 2006 وتوفر تعليما على مستوى التعليم المهني الثانوي حسب نظام التعليم الهولندي.